# DTP-Impfstoff
Der DTP-Impfstoff ist ein Kombinationsimpfstoff, der per Injektion zur Grundimmunisierung und Auffrischimpfung gegen drei unterschiedliche Infektionskrankheiten eingesetzt wird: Diphtherie, Tetanus und Keuchhusten (Pertussis). Empfohlen werden Kombinationsimpfstoffe, weil sie die Handhabung vereinfachen, die Zahl der Injektionen sowie der Impftermine verringern und die Kosten senken. Wie mit allen Impfstoffen unterliegen Langzeitwirkungen und Wirksamkeit kontinuierlicher Forschung.

## Nomenklatur
In der Literatur werden für DTP-Impfstoffe verschiedene Bezeichnungen geführt, z. B. TdPa, oder TdaP oder DTPa, im amerikanischen Raum auch DTaP.
Ein a in den Impfstoffbezeichnungen steht für azellulär und bedeutet, dass die Pertussis-Komponente des Impfstoffs keine vollständigen Bakterienzellen enthält, sondern lediglich deren Bestandteile mit inaktiviertem Pertussis-Toxin (Toxoid). Das T und das D stehen für die jeweilige Tetanus- (inaktiviertes Tetanustoxin) sowie Diphtherie-Komponente (inaktiviertes Diphtherietoxin). Wird einer dieser Buchstaben in der Abkürzung klein geschrieben, ist die entsprechende Komponente reduziert. Ein Tdpa-Impfstoff hat also im Gegensatz zu einem DTaP-Impfstoff einen verminderten Gehalt an inaktiviertem Diphtherietoxin sowie eine geringere Antigenmenge der Pertussis-Komponente. Die Tetanuskomponente wird, trotz reduzierter Antigenkonzentration bei Boosterimpfstoffen ab 6 Jahren, immer mit dem Großbuchstaben T gekennzeichnet.
Im mittleren Osten, in Afrika und Südamerika sind Impfstoffe gebräuchlich, bei denen die Pertussis-Komponente noch Ganzkeime (whole cell, w) enthält (DTwP), meistens in Form eines pentavalenten Impfstoffes.

## Epidemiologie
Die Infektionskrankheiten Diphtherie, Tetanus und Keuchhusten sind gefährliche Krankheiten, welche vor dem umfassenden Einsatz von Impfstoffen viele Opfer gefordert haben.

### Diphtherie
Bei der Diphtherie handelt es sich um eine Infektion der oberen Atemwege durch das Bakterium Corynebacterium diphtheriae. Gefürchtet sind lebensbedrohende Komplikationen durch das Diphtherietoxin, welche unter anderem zu Herzmuskelentzündung und Nervenentzündung führen können. Die früher häufige Erkrankung ist in den westlichen Industrieländern erheblich zurückgegangen. Durch die hohen Impfquoten im Kindesalter seit 1984 werden nur noch Einzelfälle durch Meldung in Deutschland erfasst. In weiten Teilen der Dritten Welt hingegen ist die Diphtherie noch immer endemisch, beispielsweise in Asien, Afrika und Südamerika. Dass die Diphtherie sich jedoch bei Absinken der Impfquote auch schnell wieder ausbreiten kann, war in der ehemaligen Sowjetunion zu beobachten, wo nach deren Zusammenbruch 1994 48.000 Fälle auftraten.

### Tetanus
Eine andere Erkrankung, welche durch ein Bakterientoxin ausgelöst wird, ist der Tetanus, auch Wundstarrkrampf genannt. Die resistenten Sporen des Bakteriums Clostridium tetani kommen überall, auch im Straßenstaub oder der Gartenerde, vor. Die Infektion erfolgt durch das Eindringen dieser Sporen in Wunden. Das Bakterium vermehrt sich und sondert Tetanospasmin ab. Dieses schädigt die muskelsteuernden Nervenzellen und verursacht dadurch die typischen Lähmungen und Muskelkrämpfe, welche auch zum Tod führen können. Tetanus ist mit großen regionalen Unterschieden weltweit verbreitet. Vor allem in Ländern mit schlechter medizinischer Versorgung erkranken und sterben auch heute noch viele Menschen an dieser Krankheit (neonataler Tetanus). In Asien und Afrika liegt die Inzidenzrate bei 10–50 Erkrankungen pro 100.000 Einwohner. Nach Schätzungen der WHO sterben 2013 weltweit über 34.000 Neugeborene am neonatalen Tetanus, was dank Impfungen eine 96%ige Reduktion im Vergleich zu 1986 entspricht.

### Keuchhusten
Pertussis oder Keuchhusten ist eine durch das Bakterium Bordetella pertussis ausgelöste hochansteckende Infektionskrankheit mit untypischen Hustenattacken, die v. a. bei Säuglingen lebensbedrohlich verlaufen kann. Bedrohlich ist Keuchhusten auch wegen schwerwiegender Komplikationen wie Lungenentzündungen, Mittelohrentzündung, Apnoen und Gehirnentzündung. Vor Einführung der Impfung war Keuchhusten die häufigste Erkrankung bei Kindern, 80 % der Kinder unter 5 Jahren waren betroffen. Die WHO schätzt, dass etwa 63.000 Kinder unter 5 Jahren weltweit wegen Keuchhusten gestorben sind. 2014 wurde durch Impfungen eine globale Impfquote von etwa 86 % erreicht.

## Anwendung und Wirkung des DTP-Impfstoffs
Der DTP-Impfstoff wird von ausgebildetem Personal intramuskulär injiziert und verursacht in der Regel eine nicht wahrgenommene Anregung des Immunsystems gegen die zuvor genannten Infektionskrankheiten. Nach Empfehlung der STIKO, und einigen anderen europäischen Ländern, ist ein reduziertes „2+1-Schema“ zur Grundimmunisierung geeignet (also im 2.+4. Monat, und 11. Monat), falls die einzelnen Impfungen zu den empfohlenen Zeitpunkten durchgeführt und das Impfschema rechtzeitig abgeschlossen wird. Das Immunsystem des Menschen bildet bei 90–100 % der Geimpften (je nach Komponente) Antikörper gegen die entsprechenden Krankheiten. Da jedoch der Antikörper-Titer über die Jahre nachlässt, wird empfohlen, die Impfung alle 10 Jahre aufzufrischen.

## Nebenwirkungen
Als Nebenwirkung können wie bei allen Impfungen lokale Impfreaktionen wie Rötung, Schwellungen und Schmerzen an der Injektionsstelle vorkommen und werden als harmlos betrachtet. In seltenen Fällen kann sich hier eine bleibende Verhärtung – bzw. ein Hämatom oder ein Abszess – an der Applikationsstelle entwickeln, vor allem dann, wenn der Impfstoff in die oberen Schichten der Subkutis verabreicht wurde.
Da es sich bei der DTP-Impfung um einen Totimpfstoff handelt, können die entsprechenden Infektionskrankheiten durch die Impfung selbst nicht ausgelöst werden. Dennoch wird hierbei das Immunsystem aktiviert, so dass in der Folge Allgemeinreaktionen wie Muskelschwäche, Gelenkschmerzen, Erbrechen, Durchfall, Fieber und auch Gliederschmerzen entstehen können. Diese Auswirkungen sind üblicherweise leichter und kurzfristiger Natur; allergische Reaktionen sind selten. Die heutigen DTP-Impfstoffe sind in letzter Zeit stark verbessert worden und werden mit ihrer azellulären Pertussiskomponente generell sowohl lokal als auch systemisch viel besser vertragen als frühere DTP-Präparate mit Ganzkeim-Pertussisantigen (komplettem Keuchhustenerreger). Obwohl also bekannte mögliche Nebeneffekte existieren, ist nach vorherrschender Expertenmeinung die Impfung einer „natürlichen“ Infektion bei weitem vorzuziehen.
Seit dem 1. Januar 2001 gilt für Ärzte in Deutschland die im Infektionsschutzgesetz (IfSG) verankerte „Meldeverpflichtung eines Verdachtes einer über das übliche Ausmaß einer Impfreaktion hinausgehenden gesundheitlichen Schädigung“. Gemeldet wird jeder Verdacht, unabhängig davon, ob ein Zusammenhang zwischen Impfung und mutmaßlicher Reaktion besteht.
Mögliche heterologe Effekte bei DTP-Impfstoffen, gerade in Entwicklungsländern, werden untersucht.

## Handelsnamen
Folgende Dreifach-Impfungen sind im Handel
- Boostrix (A, D) von GlaxoSmithKline
- COVAXiS (D) von Sanofi-Pasteur-MSD
- Infanrix (D) von GlaxoSmithKline
- TdaP-IMMUN (D) von AJ Vaccines A/S
- Repevax (F) von Sanofi Pasteur Europe[12] (Vierfachimpfstoff, die DTP-Komponenten sind mit dem Präparat Covaxis desselben Herstellers identisch, Repevax enthält allerdings zusätzlich eine Polio-Komponente)